# Richard Ford (escritor)
Richard Ford (Jackson, Misisipi; 16 de febrero de 1944) es un escritor estadounidense.

## Biografía
Sus padres fueron Edna y Parker Carroll Ford, ambos nacidos en Arkansas poco antes de la gran depresión. Edna, que venía de una familia pobre, conoció a Parker, de ascendencia irlandesa, a los 18: "grande, buen mozo, dulce [...] formaban una sola persona", recordaría el escritor más tarde. Su madre se dio cuenta de que estaba encinta cuando estaban viajando vendiendo almidón —Parker era vendedor ambulante—; se instalaron en Jackson, donde nació su único hijo.
Cuando Richard Ford tenía 16 años, su padre falleció de un ataque al corazón. Edna tuvo entonces que conseguir un trabajo y como no podía controlar al adolescente —que se había convertido en problemático: "robaba coches, me peleaba, hacía carreras"—, lo envió donde su madre, quien con su segundo marido administraban un hotel en Little Rock (Arkansas). Ya antes, desde los 8 años, cuando su padre sufrió su primer infarto, Richard solía pasar largas temporadas con sus abuelos maternos. Allí dejó de meterse en líos, descubrió las chicas y todo "fue genial" porque ellos "eran muy permisivos".
Su madre se les unió después; a los 19 años, Ford trabajó como fogonero en el Ferrocarril Misuri Pacífico en Little Rock. Disléxico, no era un buen estudiante y confiesa que no tenía talento para las matemáticas. "Para hacer algo bien, tengo que trabajar más duro que otra gente. No puedo hacer muchas cosas al mismo tiempo, puedo concentrarme en una sola", reconocería. Y también: "Soy lento. Nunca he hecho una sola cosa importante en mi vida en la que ser rápido funcione".
Ingresó en la Universidad de Míchigan a estudiar administración hotelera, pero tras el primer año se cambió a literatura; se graduó en 1966. Fue en la universidad donde conoció a Kristina Hensley, su futura esposa, con quien se casó en 1968. 
Probó diversos trabajos, pero al fin optó por ir a continuar sus estudios superiores en SaintLouis, para lo que eligió Derecho. Pero entonces "intervinieron la suerte y el amor":

Me robaron del coche todos mis libros de Derecho unos días antes de los exámenes. Estaba hundido. Ni se me había pasado por la cabeza abandonar la carrera de Derecho. Había trabajado duro para estar ahí. Pero me robaron todos los libros. Y entonces me pregunté si de verdad quería hacer lo que estaba haciendo. Es como si el destino me brindara una segunda oportunidad para decidir. ¿Qué otra cosa podría estar haciendo?, me pregunté. Y pensé: podría casarme con Kristina, mudarme a Nueva York, pasarlo bien e intentar ser un escritor. Fue un puñado de estrellas que se alinearon, algunas oscuras y otras brillantes. Y elegí la dirección de la estrella brillante, que era Kristina. Cuando decidimos casarnos fue como si la pista estuviera despejada para nosotros. Era algo irresistible, un momento liberador.

## Ford escritor
Ford no había leído prácticamente nada hasta los 18 años, en parte debido a su dislexia. Sobre esta enfermedad explica que lo hace ser un lector lento. "Leo mucho. Leo todo el tiempo, pero soy lento. Y sé que voy a llegar al final de mi vida sin haber leído los libros que debía haber leído". Al mismo tiempo, considera que le ayuda a la hora de escribir. "Me hace ser más cuidadoso", señala. Pero luego se enamoró de la literatura y, ya decidido a convertirse en narrador, hizo una maestría de escritura creativa en la Universidad de California, Irvine, que terminó en 1970.
Seis años más tarde salió su primera novela, Un trozo de mi corazón, que trata sobre dos perdedores desarraigados cuyos caminos se cruzan en una isla del río Misisipi; en 1981 le siguió La última oportunidad.
"Publiqué mi segunda novela, y tuvo buenas críticas. Pero nadie la compró. Entonces cogí un trabajo de periodista deportivo. Y pensé que, si podía conservar aquel empleo, lo haría para siempre. Era divertido, era fácil, estaba bien pagado, viajabas por todo el mundo... era perfecto", recuerda Ford.
La publicación para la que trabajaba en Nueva York se llamaba Inside Sports. Ford sabía de deportes, era una aficionado al boxeo —su abuelastro, antes de tener el hotel, había sido un boxeador relativamente exitoso—, le gustaba el atletismo, y, como ha explicado, la tradición del periodismo deportivo estadounidense "posee cierto lado literario".
Pero Inside Sports cerró y como lo rechazaron en Sports Illustrated, decidió retornar a la ficción y entonces que nació su personaje más conocido, Frank Bascome, protagonista de varios libros suyos. "Pero perdí ese trabajo y me senté a pensar qué querría escribir si hiciera una nueva novela. Tenía claro que debía hacer algo realmente distinto de lo que había estado haciendo, porque lo que había estado haciendo no acababa de funcionar. Un día Kristina, mi mujer, me dijo: '¿Por qué no escribes sobre alguien que es feliz?'. Y me pregunté: ¿cómo demonios se hace eso? Yo tenía una concepción muy romántica de los personajes de las novelas. Eran siempre tipos conducidos por la angustia, sometidos a terribles torturas psíquicas, preocupaciones... Así que decidí cambiar mi visión del mundo. Lo primero que voy a hacer, pensé, es darle al personaje un trabajo que le guste. Y le di un trabajo de periodista deportivo. Luego pensé: una persona feliz es probablemente alguien que ha sido infeliz en el pasado y que intenta ser feliz. Y ésa es la manera en que llegué a Frank. Ésa es toda mi concepción de Frank Bascombe. Alguien que intenta hacerse un hombre mejor, un hombre más feliz", cuenta.
El periodista deportivo, publicada en 1986, es una novela sobre un escritor fracasado convertido en periodista deportivo que sufre una crisis espiritual debido a la muerte de su hijo. Esta obra lo consagró: la revista Time la eligió una de las cinco mejores novelas de año (en 2005 la seleccionaría entre las 100 mejores novelas desde 1923, año de la fundación del semanario)  y, además, fue finalista del premio  Premio Faulkner 1987.
Al año siguiente consolidó su éxito con la recopilación de relatos Rock Springs. Algunos críticos han relacionado estos cuentos con el movimiento estético conocido como realismo sucio (José María Guelbenzu lo define como "realista exhaustivo") y compuesto, entre otros, por Raymond Carver y Tobias Wolff, a los que Ford conoció bien. Si bien los personajes de esos relatos son cercanos a los que describen los autores del realismo sucio, los de sus novelas más famosas —de clase media alta - no.
Esto se refiere principalmente a las historias sobre Frank Bascombe, que son las que le han brindado más fama y con las que ha consechado premios y seguidores. Su segunda novela de la serie, El día de la independencia (1995) obtuvo tanto el Pulitzer como el Faulkner. convirtiéndolo en el único autor en haber ganado ambos premios por el mismo libro. Acción de Gracias (2006) tiene el mismo protagonista, así como las cuatro nouvelles de Let Me Be Frank With You (2014). 
Se ha querido ver en Frank Bascombre el álter ego del Ford y considerar que las historias que protagoniza son autobiográficas: como su autor, nació en Misisipi, es hijo único, se quedó huérfano de padre en la adolescencia, quiso ser escritor, trabajó de periodista deportivo... A esto Ford ha contestado: "Pero yo no tengo dos ex mujeres, ni hijos, no soy agente inmobiliario, no he ido a la universidad de Michigan... Las buenas novelas no son autobiográficas. Si escribes una novela autobiográfica estará confinada, limitada por lo que tú eres. Le diré mi concepción de lo que es una buena novela: una buena novela es la que utiliza la imaginación para provocar en el lector que experimente lo impredecible. Y eso sucede cuando el escritor imagina cosas que están muy lejos de su propia vida cándida".
Ford ha sido profesor y ha antologizado y editado importantes libros. Como antologador se ha distinguido en el género de cuentos: le pertenecen las selecciones para las compilaciones de Houghton Mifflin Harcourt Granta Books y otras. 
Vive con su esposa en Boothbay (Maine). En general, ha habitado en muchos lugares de Estados Unidos, lo que le ayudó al convertir a su personaje Frank Bascombe en agente inmobiliario: en sus mudanzas —más de una docena— aprendió "los detalles técnicos del asunto, la jerga, el vocabulario". Vivió muchos años en el barrio francés y luego en el Distrito Jardín de Nueva Orleans, Luisiana, donde su mujer fue directora ejecutiva de la comisión de planificación de la ciudad. La pareja no tiene hijos y Ford ha reconocido que no le gustan: declaró en una ocasión que los odiaba. "Lo dije con afán provocador, aunque es cierto que no disfruto de su compañía. No me importa que me acusen de misántropo; puedo vivir con eso", dijo en 2013.
Practica deportes —juega al squash y levanta pesas en el gimnasio—; tiene una moto, le gusta ir a cazar aves en otoño. Fue precisamente a raíz de una apuesta con Raymond Carver durante una cacería que nacería mucho después su novela Canadá: "Allá por 1986 cruzamos la frontera para cazar gansos salvajes. Nos encontrábamos en la provincia de Saskatchewan y decidimos hacer una apuesta para ver quién era capaz de integrar ese nombre en un relato. Gané yo, pero solo porque Ray murió antes de poder realizarlo. Esa debió de ser la llama que encendió mi interés literario por Canadá".

## Obras

### Novelas
- Un trozo de mi corazón  (A Piece of My Heart, 1976) Trad.: Mariano Antolín Rato, Anagrama, 1992.
- La última oportunidad (The Ultimate Good Luck, 1981).
- El periodista deportivo (The Sportswriter, 1986). Primer libro protagonizado por Frank Bascombe.
- Incendios (Wildlife, 1990) Trad.: Jesús Zulaika, Anagrama, 1991.
- El día de la Independencia (Independence Day, 1995) Trad.: Mariano Antolín Rato, Anagrama, 1996. Segundo libro protagonizado por Frank Bascombe.
- Acción de Gracias (The Lay of the Land, 2006). Trad.: Benito Gómez Ibáñez, Anagrama. Tercer libro protagonizado por Frank Bascombe.
- Canadá (Canada, 2012) Trad.: Jesús Zulaika, Anagrama.
- Sé mía (Be mine, 2023) Trad.: Damià Alou, Anagrama, 2024. Quinto libro protagonizado por Frank Bascombe.

### Colecciones de relatos y novelas cortas
- Rock Springs, cuentos, 1987 (trad.: Jesús Zulaika, Anagrama, 1990)
- De mujeres con hombres — Women with Men: Three Stories, tres relatos largos, 1997 (trad.: Jesús Zulaika, Anagrama, 1999)
- Pecados sin cuento — A Multitude of Sins, cuentos, 2002 (trad.: Damián Alou, Anagrama)
- Francamente, Frank  —Let Me Be Frank With You, cuatro novelas cortas sobre Frank Bascombe, 2014:
  - "I'm Here", "Everything Could Be Worse", "The New Normal" y "Deaths of Others" (trad.: Benito Gómez Ibáñez, Anagrama, 2015)
- Lamento lo ocurrido —Sorry for your trouble, cuentos (trad.: Damià Alou, Anagrama, 2019)

### Memorias y ensayos
- Mi madre  - My mother, in Memory (1988).
- Flores en las grietas. Autobiografía y literatura. Traducción de Marco Aurelio Galmarini, Anagrama, 2012. Antología publicada en español.
- Entre ellos. Recuerdos de mis padres — Between Them: Remembering My Parents (2017). Incluye «Mi madre, in memoriam» y el inédito «Su muerte. El recuerdo de mi padre».

### Antología
- Vintage Ford, Vintage Books, New York, 2004. Contiene siete textos:
  - «Communist» del libro Rock Springs; «Reunion» y «Calling», de A Multitude of Sins; una selección de Independence Day; «The womanizer», de Women with Men; «Rock Springs» del libro homónimo; y «My Mother, In Memory», publicado como libro en 1988.

### Guion
- El despertar de un ángel — Bright Angel, 1990; película dirigida por Michael Fields y protagonizada por Dermot Mulroney, Lili Taylor y Sam Shepard

### Como antologador y editor
- The Best American Short Stories, Houghton Mifflin Harcourt, 1990.
- The Granta Book of the American Short Story, antología de cuentos estadounidenses para la revista literaria Granta, 1992.
- The Granta Book of the American Long Story, antología de nouvelles estadounidenses para Granta, 1998.
- Complete Novels, de Eudora Welty. Edición de Ford y Michael Kreyling; Library of America n.º 101, 1998.
- Stories, Collections, & Memoir, de Eudora Welty. Edición de Ford y Michael Kreyling; Library of America n.º 102, 1998.
- The Essential Tales of Chekhov. Selección de 20 relatos de Antón Chéjov, 1999.
- Antología del cuento norteamericano. Selección y prólogo. Antología del relato norteamericano destinada especialmente al público de lengua castellana, 2002.
- The New Granta Book of the American Short Story, nueva antología de cuentos estadounidenses para Granta, 2007.
- Blue Collar, White Collar, No Collar: Stories of Work, 32 relatos de corte obrero, 2011.

## Premios y reconocimientos
- Time selecciona a El periodista deportivo entre las cinco mejores novelas de 1986
- Finalista del Premio Faulkner 1987 con El periodista deportivo
- Time selecciona a El periodista deportivo entre las 100 mejores novelas desde 1923
- Premio Rea 1995
- Premio Pulitzer 1996 por El día de la independencia
- Premio Faulkner 1996 por El día de la independencia
- Premio PEN/Malamud 2001
- Medalla Andrew Carnegie 2013 por Canadá
- Premio Femina Extranjero 2013 for por Canadá
- Premio Princesa de Asturias de las Letras 2016[10]